# Siechkobelstiftung St. Jobst
Die Siechkobelstiftung St. Jobst war eine vom 14. Jahrhundert bis 1808 bestehende Stiftung der Reichsstadt Nürnberg.

## Beschreibung
Die Stiftung finanzierte den 1308 eingerichteten Siechkobel St. Jobst, einem Leprosenhaus für zunächst einen Siechenmeister und acht Brüder. Seit 1574 wurde er mit Frauen belegt, 1648 wurden die Zahl der Plätze auf vier reduziert und 1689 für nicht-lepröse arme und kranke Frauen geöffnet. Die Stiftung wurde seit dem 14. Jahrhundert vom Landesalmosenamt verwaltet. 1808 wurde die Siechkobelstiftung St. Jobst im Zuge der bayerischen Stiftungsreformen aufgelöst und verkauft, das Vermögen der Stiftung verstaatlicht und in den Fonds der Wohltätigkeitsstiftungen überführt.
Die Siechkobelstiftung St. Jobst hatte über den Nürnberger Raum hinaus grundherrschaftliche Ansprüche in den Hochgerichtsbezirken von Brandenburg-Ansbach, Brandenburg-Bayreuth, dem Hochstift Bamberg und Hochstift Eichstätt. Gegen Ende des 18. Jahrhunderts waren es 23 Anwesen in 12 Orten. Früher war die Siechkobelstiftung auch in den Orten Kleingründlach, Kornhöfstadt, Mailach, Neudorf, Reutles, Roßtal, Tennenlohe, Tragelhöchstädt, Untersteinbach ob Gmünd, Weinzierlein und Wöhrd begütert.

## Grundherrschaft
GH gibt die Zahl der Anwesen an, über die die Siechkobelstiftung St. Jobst die Grundherrschaft hatte. ∑ gibt die Gesamtzahl der Anwesen des Ortes an. % gibt den prozentualen Anteil an. Hochgericht1 gibt die Herrschaft an, die hochgerichtliche Befugnisse hatte. Hochgericht2 gibt, soweit vorhanden, eine weitere Herrschaft an, die entweder die hochgerichtlichen Befugnisse von Hochgericht1 bestritt (⚔) oder gemeinsam (⚭) mit ihr ausübte.
| Ort                    | GH  | ∑   | %   | Hochgericht 1        | Hochgericht 2          |
| ---------------------- | --- | --- | --- | -------------------- | ---------------------- |
| Beerbach               | 001 | 021 | 005 | Brandenburg-Ansbach  |                        |
| Borbath                | 002 | 014 | 014 | Brandenburg-Bayreuth |                        |
| Langensendelbach       | 001 | 062 | 002 | Hochstift Bamberg    |                        |
| Massendorf             | 001 | 012 | 008 | Hochstift Eichstätt  |                        |
| Obersteinbach ob Gmünd | 001 | 025 | 004 | Hochstift Eichstätt  |                        |
| Schossaritz            | 004 | 019 | 021 | Reichsstadt Nürnberg |                        |
| Seitersdorf            | 002 | 019 | 011 | Brandenburg-Ansbach  |                        |
| St. Jobst              | 004 | 004 | 100 | Reichsstadt Nürnberg | Brandenburg-Bayreuth ⚔ |
| Untereschenbach        | 001 | 021 | 005 | Brandenburg-Ansbach  |                        |
| Vogtsreichenbach       | 002 | 012 | 017 | Brandenburg-Ansbach  |                        |
| Wernsbach              | 003 | 015 | 020 | Brandenburg-Ansbach  |                        |
| Ziegendorf             | 001 | 007 | 014 | Brandenburg-Ansbach  |                        |